# Variété affine
Ne doit pas être confondu avec les variétés algébriques affines en géométrie algébrique
En géométrie affine, un sous-espace affine (ou sous-espace affin, ou encore variété linéaire affine) d'un espace affine {\displaystyle A} est une partie de {\displaystyle A} héritant d'une structure d'espace affine.
Plus précisément, soient {\displaystyle A} un espace affine, {\displaystyle E} sa direction (c'est-à-dire l'espace vectoriel associé), et {\displaystyle A'} une partie non vide de {\displaystyle A}. On dit que {\displaystyle A'} est un sous-espace affine de {\displaystyle A} s'il existe un point {\displaystyle M} de {\displaystyle A'} tel que l'ensemble {\displaystyle E'} des vecteurs {\displaystyle {\overrightarrow {MN}}} de {\displaystyle E}, quand {\displaystyle N} parcourt {\displaystyle A'}, soit un sous-espace vectoriel de {\displaystyle E}.
S'il existe un point {\displaystyle M} de {\displaystyle A'} vérifiant cette propriété, alors :
1. tous les points de {\displaystyle A'} la vérifient ;
2. le sous-espace vectoriel {\displaystyle E'} ne dépend pas du point {\displaystyle M} considéré ;
3. {\displaystyle A'} hérite naturellement d'une structure d'espace affine de direction {\displaystyle E'}.

Pour une définition équivalente, voir le paragraphe Sous-espaces affines de l'article Espace affine.